# Leucadendron dregei
Espèce
Leucadendron dregei est une espèce de plantes à fleurs de la famille des Proteaceae. Cet arbuste à fleurs, originaire du Cap-Occidental, en Afrique du Sud, fait partie du fynbos.

## Description

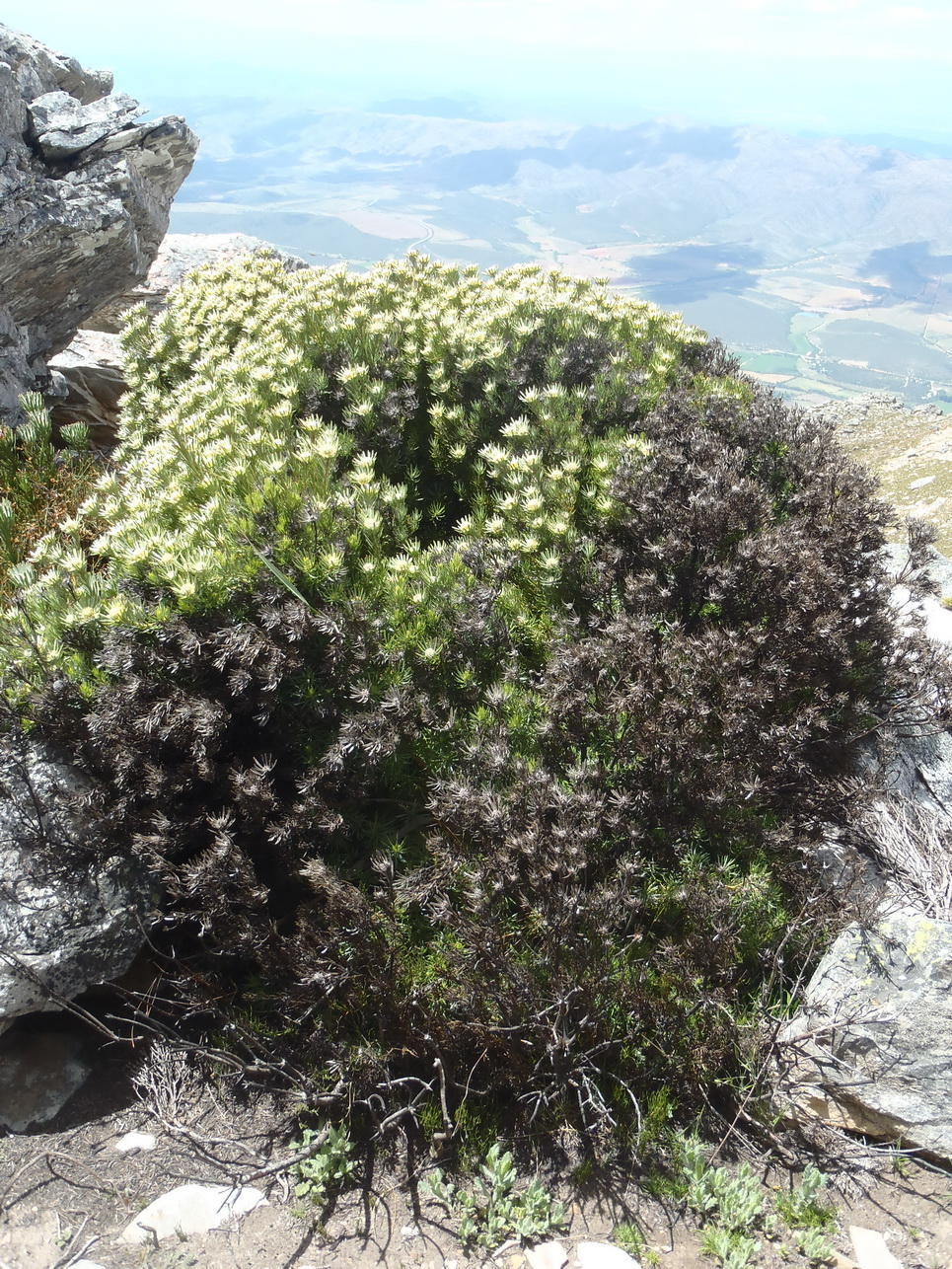

L'arbuste atteint une hauteur d'environ 0,6 m et fleurit de novembre à décembre. Bien que le feu puisse détruire la plante, ses graines survivent. Elles sont stockées dans une structure sur la plante femelle et sont libérées par temps chaud, dispersées par le vent. La plante est unisexuée, avec des individus mâles et femelles distincts. La pollinisation est assurée par de petits insectes. Cette espèce est considérée comme rare, car sa croissance est lente et sa reproduction est difficile en raison des fréquents incendies.

## Répartition et habitat
La plante est présente dans le Swartberg, de Touwsberg à Meiringspoort. Elle pousse principalement sur les versants sud des montagnes, à une altitude de 1 500 à 2 000 m.

## Dénominations
Cet arbuste est appelé communément en afrikaans 0ranjetolbos, « unisexué » ; et, en anglais, Summit conebush.

## Systématique
Le nom correct complet (avec auteur) de ce taxon est Leucadendron dregei E.Mey. ex Meisn..
Leucadendron dregei a pour synonymes :
- Leucadendron dregei E.Mey.
- Leucospermum zwartbergense Bolus
- Protea dregei (E.Mey. ex Meisn.) Kuntze

### Étymologie
Le nom de genre Leucadendron vient du grec leukos « brillant, blanc » et dendron « arbre ». 
Son épithète spécifique dregei est dédié à Johann Franz Drège (d) (1794-1881), horticulteur et botaniste allemand,